# Нууссуак (півострів)
70°25′00″ пн. ш. 52°30′00″ зх. д. / 70.4167° пн. ш. 52.5° зх. д.

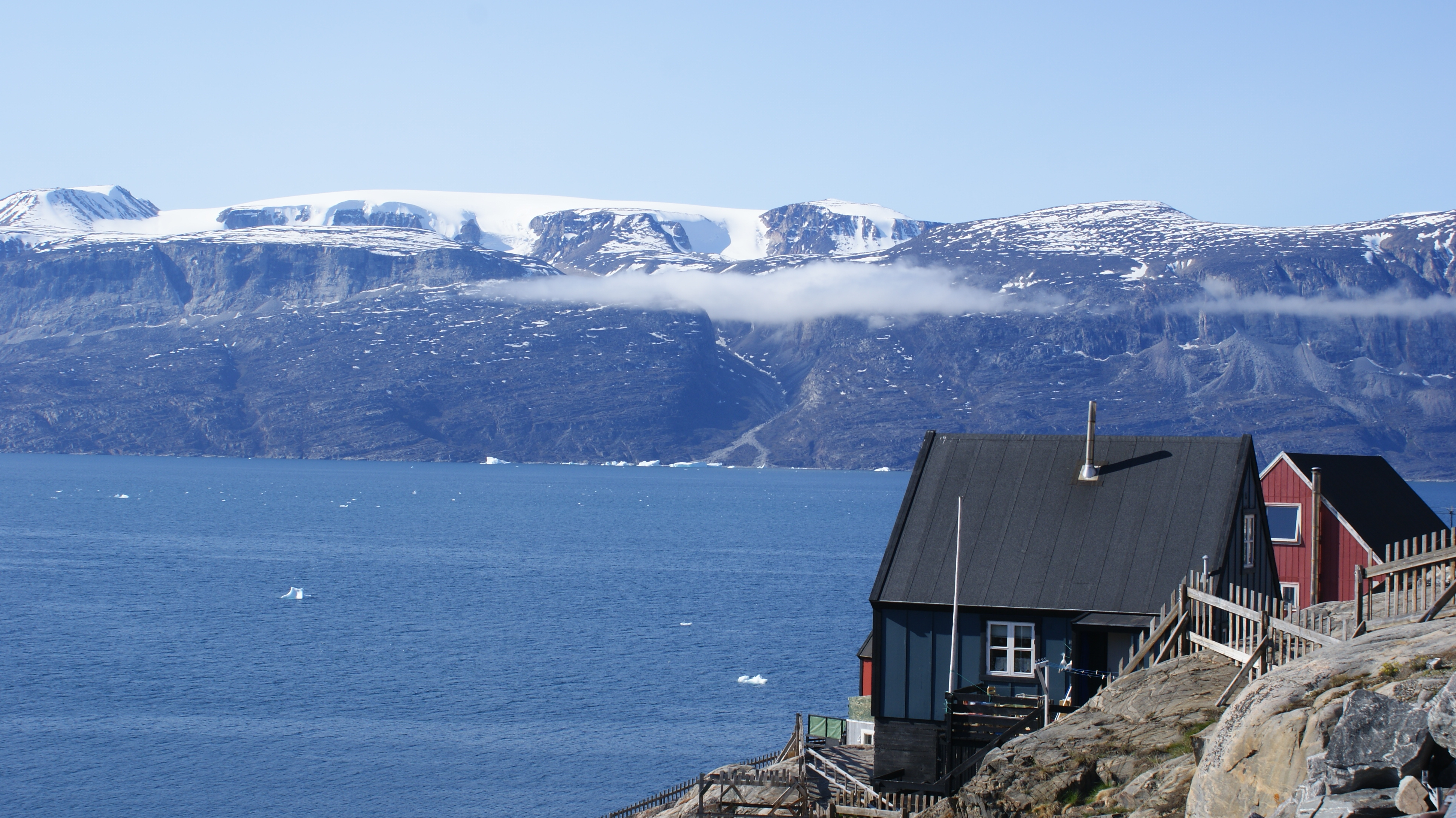
Півострів Нууссуак як видно з Уумманнака

Півострів Нууссуак (Greenlandic pronunciation: [Nuːsːuɑq], стара орфографія: Nûgssuaq) великий (180 × 48 км) півострів у західній частині Гренландії.

## Географія
Півострів оточений водами моря Баффіна. На півдні та південному заході півострів обмежений затокою Діско, входом у затоку Баффіна. Він відокремлений від острова Кекертарсуак протокою Суллорсуак, яка з'єднує затоку Діско із затокою Баффін. На північному сході він обмежений системою фіордів Уумманнак.
Півострів гірський, найвища вершина сягає 2144 м. Хребет розпадається на дві частини на північний захід від півострова, причому південний рукав утворює прибережний хребет, центральний рукав майже повністю заледенілий і продовжує північний захід на всю довжину півострова. Обидва рукави розсічені глибокою долиною Кууссуак, частково заповненою в центрі Саркапом-Тассерсуаком, льодовиковим, смарагдовим озером.

## Історія
Археологічні розкопки в Кілаккіцоку на південно-західному узбережжі виявили існування давньої арктичної культури, названої пізніше культурою Саккак, яка населяла західно-центральну Гренландію між 2500 р. но н.  е.
Найбільший у світі викопний молюск, Inoceramus steenstrup, був знайдений в 1952 році в долині Кілаккіцок на півострові Нууссуак.

## Поселення
Півострів знаходиться під управлінням муніципалітету Аванната. Основні поселення — Каарсут і Ніакорнат на північно-західному узбережжі, Сакак на південно-східному узбережжі, біля підніжжя гори Лівец та Кекертак на невеликому острові біля південного берега, біля основи півострів.

## Фотографії

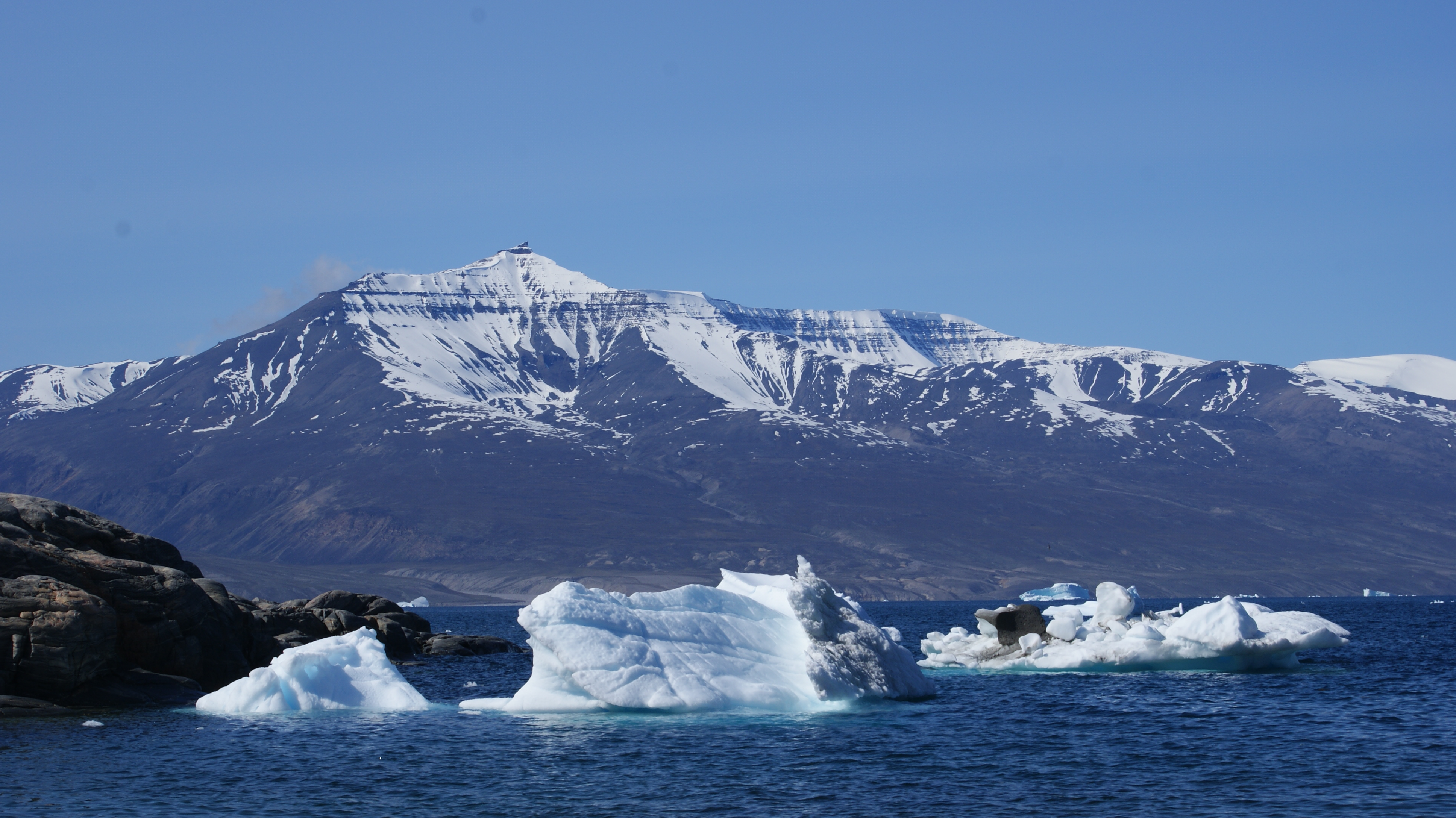
Qilertiinguit Kangilequtaa (2070m)[2] seen from Uummannaq across the main arm of Uummannaq Fjord
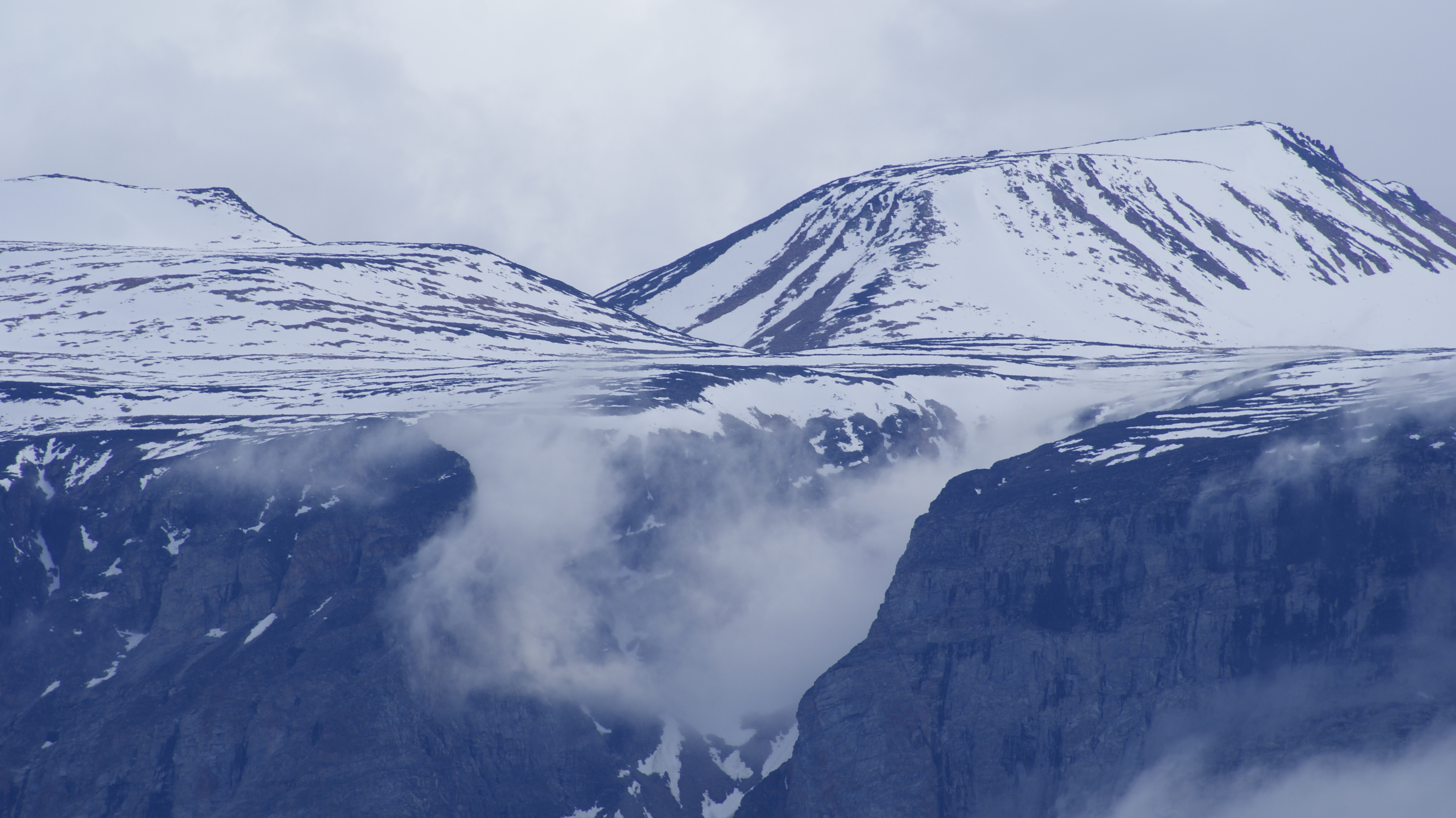
Chasm couloir above the northeastern shore. Seen from Uummannaq.
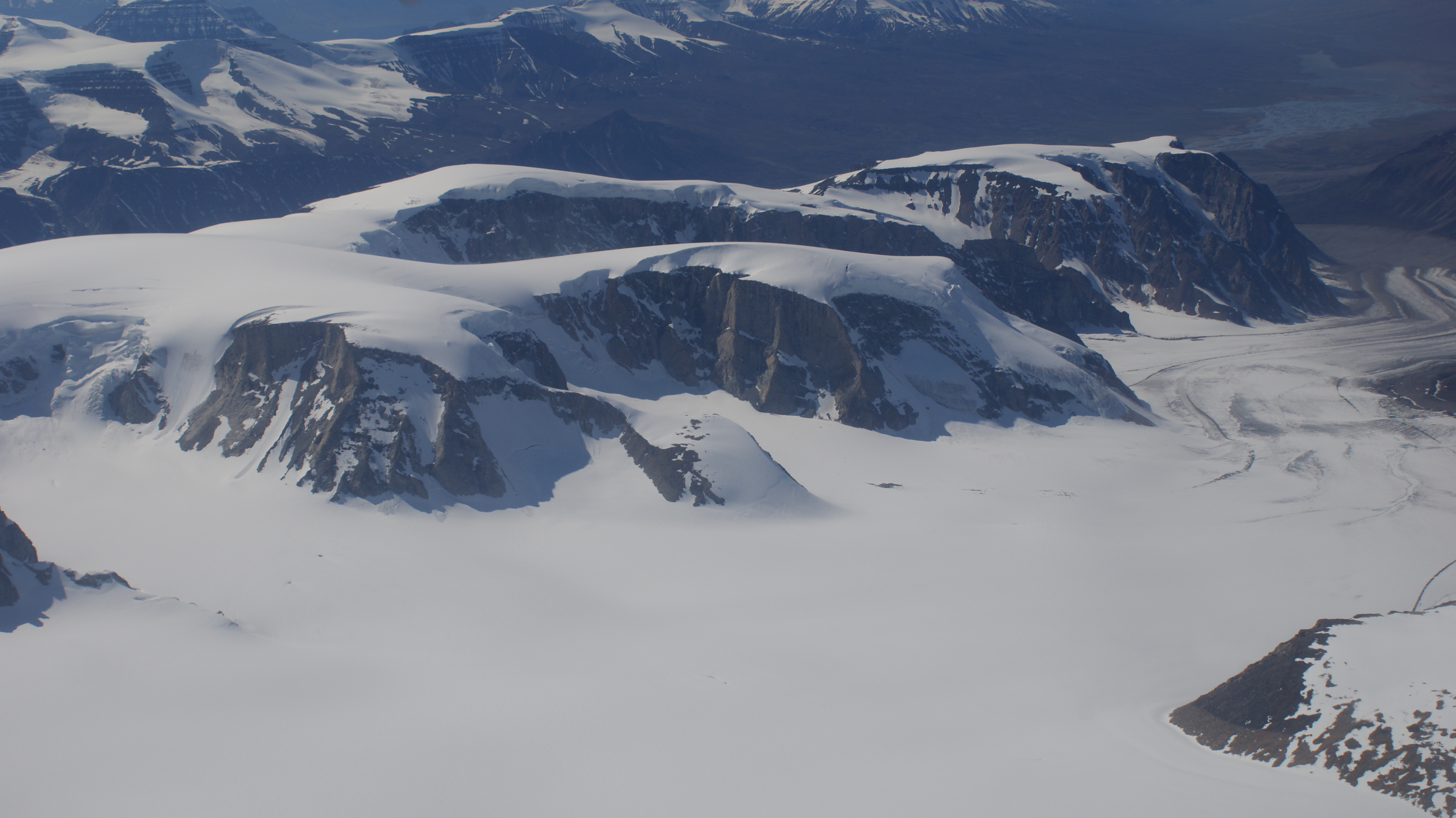
Aerial view: Nunavik and the blanket glacier covering a large part of the northern chain of the central mountain range, north of Auvarrssuaq valley.
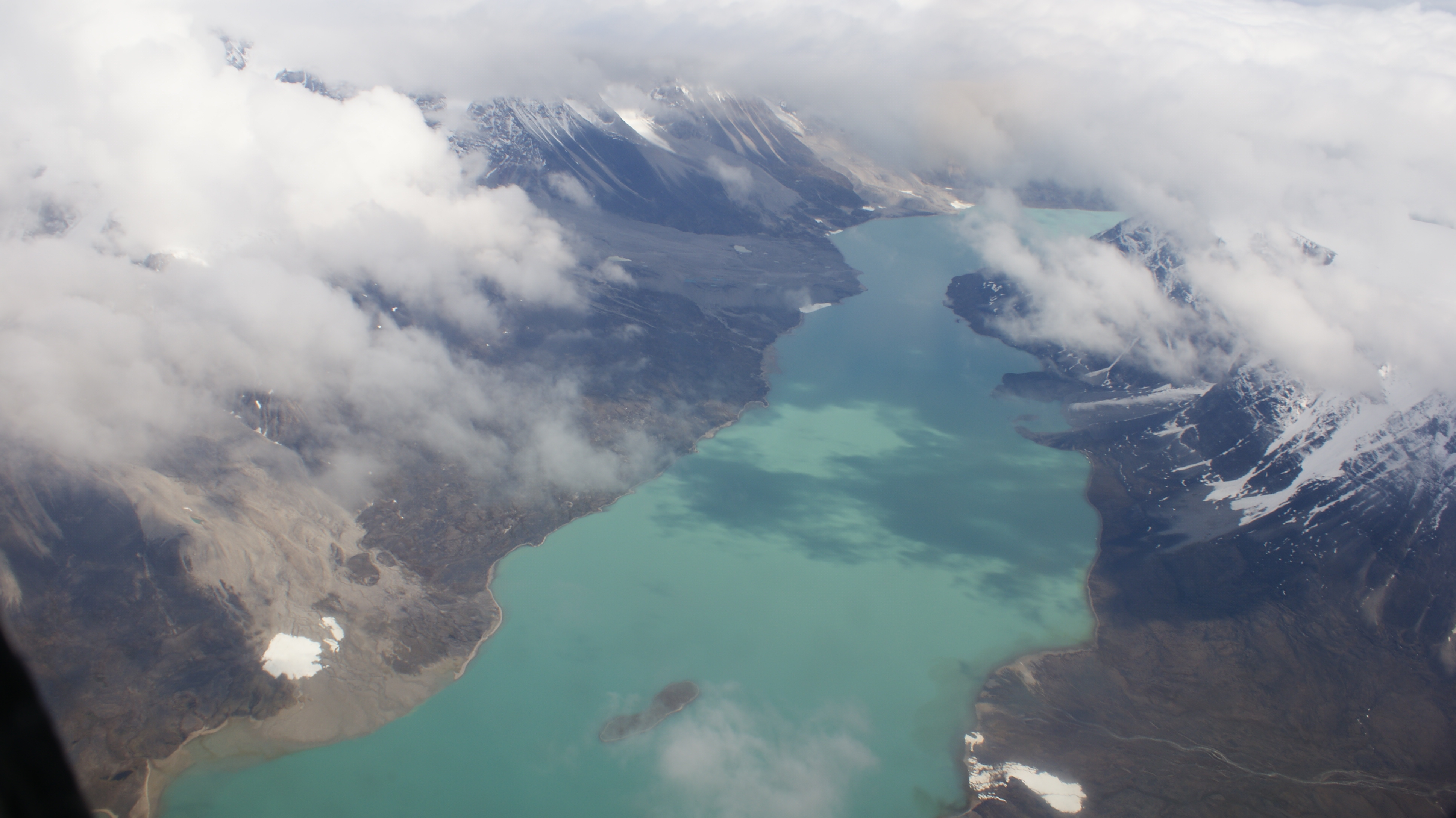
Aerial view of Sarqap Tassersuaq, the emerald lake in the central valley